# Élections législatives de 1993 en Corrèze
Les élections législatives françaises de 1993 se déroulent les 21 et 28 mars 1993. Dans le département de la Corrèze, trois députés sont à élire dans le cadre de trois circonscriptions.

## Élus
| Circonscription | Député sortant    | Parti | Parti         | Député élu ou réélu | Parti | Parti |
| --------------- | ----------------- | ----- | ------------- | ------------------- | ----- | ----- |
| 1re             | François Hollande |       | PS            | Raymond-Max Aubert  |       | RPR   |
| 2e              | Jean Charbonnel   |       | Divers droite | Bernard Murat       |       | RPR   |
| 3e              | Jacques Chirac    |       | RPR           | Jacques Chirac      |       | RPR   |

## Résultats

### Résultats à l'échelle du département
| Parti          | Parti                                 | Premier tour | Premier tour | Second tour | Second tour | Sièges |
| Parti          | Parti                                 | Voix         | %            | Voix        | %           | Sièges |
| -------------- | ------------------------------------- | ------------ | ------------ | ----------- | ----------- | ------ |
|                | Rassemblement pour la République      | 65 723       | 48,01        | 51 904      | 54,76       | 3      |
|                | Union pour la France                  | 65 723       | 48,01        | 51 904      | 54,76       | 3      |
|                |                                       |              |              |             |             |        |
|                | Parti socialiste                      | 27 693       | 20,23        | 42 874      | 45,24       | 0      |
|                | Divers gauche (Maj. prés.)            | 7 283        | 5,32         |             |             | 0      |
|                | Alliance des français pour le progrès | 34 976       | 25,55        | 42 874      | 45,24       | 0      |
|                |                                       |              |              |             |             |        |
|                | Les Verts                             | 3 011        | 2,20         |             |             | 0      |
|                | Génération écologie                   | 2 476        | 1,81         | 0           |             |        |
|                | Entente des écologistes               | 5 487        | 4,01         |             |             | 0      |
|                |                                       |              |              |             |             |        |
|                | Parti communiste français             | 21 550       | 15,74        | Retrait     | Retrait     | 0      |
|                | Front national                        | 6 172        | 4,51         |             |             | 0      |
|                | Le Trèfle - Les nouveaux écologistes  | 2 993        | 2,19         | 0           |             |        |
|                |                                       |              |              |             |             |        |
| Inscrits       | Inscrits                              | 184 941      | 100,00       | 129 207     | 100,00      | 3      |
| Abstentions    | Abstentions                           | 40 931       | 22,13        | 27 394      | 21,2        |        |
| Votants        | Votants                               | 144 010      | 77,87        | 101 813     | 78,8        |        |
| Blancs et nuls | Blancs et nuls                        | 7 109        | 4,94         | 7 035       | 6,91        |        |
| Exprimés       | Exprimés                              | 136 901      | 95,06        | 94 778      | 93,09       |        |

### Résultats par circonscription

#### Première circonscription (Tulle)
| Candidat       | Candidat                  | Parti          | Premier tour | Premier tour | Second tour | Second tour |  |
| Candidat       | Candidat                  | Parti          | Voix         | %            | Voix        | %           |  |
| -------------- | ------------------------- | -------------- | ------------ | ------------ | ----------- | ----------- |  |
|                | Raymond-Max Aubert élu    | RPR (UPF)      | 22 307       | 45,3         | 27 009      | 53,3        |  |
|                | François Hollande sortant | PS (ADFP)      | 12 835       | 26,06        | 23 663      | 46,7        |  |
|                | Jean Combasteil           | PCF            | 9 765        | 19,83        | Retrait     | Retrait     |  |
|                | Francis Ducreux           | FN             | 1 844        | 3,74         |             |             |  |
|                | Alain Colladant           | Les Verts (EÉ) | 1 583        | 3,21         |             |             |  |
|                | Danielle Martin           | LT-LNÉ         | 910          | 1,85         |             |             |  |
|                |                           |                |              |              |             |             |  |
| Inscrits       | Inscrits                  | Inscrits       | 66 011       | 100,00       | 65 998      | 100,00      |  |
| Abstentions    | Abstentions               | Abstentions    | 14 211       | 21,53        | 12 084      | 18,31       |  |
| Votants        | Votants                   | Votants        | 51 800       | 78,47        | 53 914      | 81,69       |  |
| Blancs et nuls | Blancs et nuls            | Blancs et nuls | 2 556        | 4,93         | 3 242       | 6,01        |  |
| Exprimés       | Exprimés                  | Exprimés       | 49 244       | 95,07        | 50 672      | 93,99       |  |

#### Deuxième circonscription (Brive-la-Gaillarde)
| Candidat       | Candidat                | Parti                      | Premier tour | Premier tour | Second tour | Second tour |  |
| Candidat       | Candidat                | Parti                      | Voix         | %            | Voix        | %           |  |
| -------------- | ----------------------- | -------------------------- | ------------ | ------------ | ----------- | ----------- |  |
|                | Bernard Murat élu       | RPR (UPF)                  | 17 465       | 38,9         | 24 895      | 56,44       |  |
|                | Philippe Nauche         | PS (ADFP)                  | 8 172        | 18,2         | 19 211      | 43,56       |  |
|                | Jean Charbonnel sortant | Divers gauche (Maj. prés.) | 7 283        | 16,22        |             |             |  |
|                | André Pamboutzoglou     | PCF                        | 5 085        | 11,33        |             |             |  |
|                | Guy Raynal              | FN                         | 2 999        | 6,68         |             |             |  |
|                | Jean-Pierre Massias     | GÉ (EÉ)                    | 2 476        | 5,52         |             |             |  |
|                | Alain Peytier           | LT-LNÉ                     | 1 413        | 3,15         |             |             |  |
|                |                         |                            |              |              |             |             |  |
| Inscrits       | Inscrits                | Inscrits                   | 63 229       | 100,00       | 63 209      | 100,00      |  |
| Abstentions    | Abstentions             | Abstentions                | 15 620       | 24,7         | 15 310      | 24,22       |  |
| Votants        | Votants                 | Votants                    | 47 609       | 75,3         | 47 899      | 75,78       |  |
| Blancs et nuls | Blancs et nuls          | Blancs et nuls             | 2 716        | 5,7          | 3 793       | 7,92        |  |
| Exprimés       | Exprimés                | Exprimés                   | 44 893       | 94,3         | 44 106      | 92,08       |  |

#### Troisième circonscription (Ussel)
|                | Jacques Chirac sortant réélu | RPR (UPF)      | 25 951 | 60,68  |  |  |  |
|                | Christian Audouin            | PCF            | 6 700  | 15,67  |  |  |  |
|                | Bernadette Bourzai           | PS (ADFP)      | 6 686  | 15,63  |  |  |  |
|                | Anne-Marie Beneix            | Les Verts (EÉ) | 1 428  | 3,34   |  |  |  |
|                | Marie-Madeleine Bonneau      | FN             | 1 329  | 3,11   |  |  |  |
|                | Sylvie Bénavent              | LT-LNÉ         | 670    | 1,57   |  |  |  |
|                |                              |                |        |        |  |  |  |
| Inscrits       | Inscrits                     | Inscrits       | 55 701 | 100,00 |  |  |  |
| Abstentions    | Abstentions                  | Abstentions    | 11 100 | 19,93  |  |  |  |
| Votants        | Votants                      | Votants        | 44 601 | 80,07  |  |  |  |
| Blancs et nuls | Blancs et nuls               | Blancs et nuls | 1 837  | 4,12   |  |  |  |
| Exprimés       | Exprimés                     | Exprimés       | 42 764 | 95,88  |  |  |  |